# (49501) Basso
(49501) Basso est un astéroïde de la ceinture principale.

## Description
(49501) Basso est un astéroïde de la ceinture principale. Il fut découvert le 13 février 1999 à Ceccano par Gianluca Masi. Il présente une orbite caractérisée par un demi-grand axe de 3,09 UA, une excentricité de 0,15 et une inclinaison de 1,0° par rapport à l'écliptique.

## Compléments